# 後厝漁港
後厝漁港是一座位於新北市三芝區，淡金公路北勢溪口南側的漁港，亦為三芝區唯一漁港。現有泊地13,000平方公尺（含外泊地2,200及內泊地10,800），及陸地面積17,639平方公尺（基本設施為14,682，公共漁業相關設施為2,757及油料相關設施為200）。海洋委員會海巡署北部分署另於此設有後厝安檢所。

## 歷史沿革及現今概況
本港最早可追溯至民國87年（1998年）前，原有簡易突堤一座，長47公尺，船筏可利用南側已建有之消波堤屏障拖曳上岸，然因泊地淺，須觀潮進出。三芝區公所為改善停泊問題，民國87年起開始後厝漁港第一階段之改善工程，於原突堤碼頭處北側灘地及海面礁石內建201公尺長之北側海堤、140公尺長之西防波堤、175公尺長之碼頭，並闢建6,500平方公尺、水深1.5公尺之泊地。民國88年第二階段工程開始，工程內容包含北碼頭117公尺、西碼頭100公尺及其餘泊地浚挖。二階段工程後至今則陸續有給水站、釣船設施等漁業設備及突堤、碼頭鋪面、西內堤、消波塊等港區環境設施的新建或改善。
目前鼻頭漁港根據漁港法第4條公布為行政院農業部漁業署公告之第二類漁港，主管機關為新北市政府淡水區漁會。

## 利用狀況
目前本港之設籍船隻主要多至石門、淡水一帶海域，捕撈漁獲以鰻魚苗、魩仔魚、黑鯛、鰆魚為主，作業地點距此處約3海里，形式則以一支釣、流刺網、延繩釣較為常見。
另外，民國110年（2021年），原利用改裝貨櫃存放漁具的後厝漁港，因各漁具顏色尺寸不盡相同易造成存放凌亂，且颱風季節容易因風雨導致損壞，在新北市府漁港管理處的協助下，貨櫃拆除後改建成20座的钢筋混凝土的倉庫，並利用北海岸的元素塗裝倉庫，為三芝的新興景點。市府亦有在港區內興建「插卡計費型岸水電系統」及「海洋廢棄物暫置區」，以期達成使用者付費及避免海洋污染的原則。
漁港旁為芝蘭公園海上觀景平台，為延長至海上約57公尺長之護欄步道，可供遊客觀賞周遭海上風光。